# Flugplatzkurs
Ein Flugplatzkurs ist eine Motorsport-Rennstrecke, die temporär auf einem Flugplatz eingerichtet wird.
Militärische und zivile Flugplätze erlauben in der Regel wegen ihres großen Platzangebotes auch größere Veranstaltungen wie z. B. Musikfestivals oder Autorennen auf ihren weiträumigen befestigten Flächen.
Aufgrund der vorhandenen Infrastruktur muss – verglichen mit einem Stadtkurs – für den Umbau des Flugplatzes in eine Rennstrecke zumeist ein nur geringer Aufwand getrieben werden. Insofern Absperrungen durch Zäune, Zuschauertribünen, Boxenanlagen und für die Rennleitung nutzbare Gebäude nicht bereits vorhanden sind, lassen sich diese meist kurzfristig und recht einfach auf- und abbauen.

## Beispiele
Mehr oder weniger bedeutende oder bekannte Flugplatzrennen sind (in Auswahl):
- Flugplatzrennen Mainz-Finthen 1964–1990, darunter Läufe der Deutschen Rennsport-Meisterschaft (DRM) 1972–1983 bzw. der Nachfolgerennserie Deutschen Tourenwagen-Meisterschaft (DTM) 1984–1990
- ADAC-Flugplatzrennen auf dem Heeresflugplatz Mendig 1969–1970
- ADAC-Flugplatzrennen auf dem NATO-Flugplatz Geilenkirchen 1970 und 1971
- Flugplatzrennen Diepholz 1984–1996, darunter 11 Läufe der DTM bzw. der Nachfolgerennserie International Touring Car Championship (ITC)
- Siegerlandring-Rennen auf dem Flughafen Siegerland bei Burbach 1978/80–2000, teils als Läufe der Deutschen Produktionswagen-Meisterschaft (DPM) bzw. der DTM und der Deutschen Tourenwagen-Trophäe
- Flugplatzrennen Tulln-Langenlebarn
- Flugplatzrennen Neubiberg
- Flugplatzrennen auf dem ehemaligen Flugplatz Trier-Euren, Rheinland-Pfalz

## Flugplätze und Drag Racing

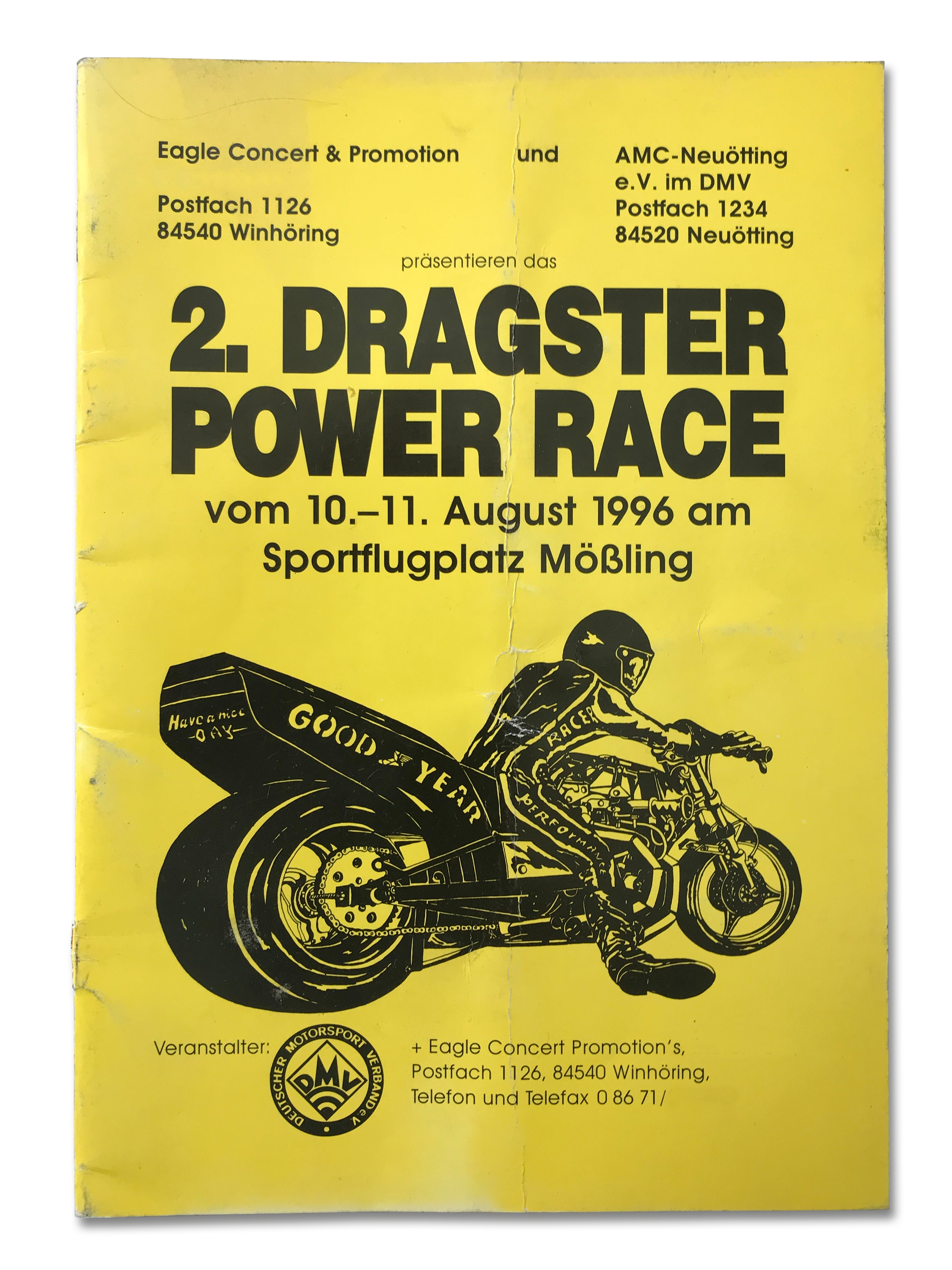
Veranstaltungsposter des Dragster Powerrace 1996 auf dem Sportflugplatz Mößling (bei Mühldorf/Obb.)

Aufgrund ihrer bautechnischen Auslegung mit langen, geraden Start- und Landebahnen eignen sich Flugplätze grundsätzlich hervorragend als Austragungsort für Beschleunigungsrennen über eine festgelegte Distanz, das sogenannte „Drag Racing“. Die Rennstrecke von Santa Pod, laut eigener (unwidersprochener) Aussage der „Geburtsort des europäischen Drag Racing“, wurde zum Beispiel ab 1966 auf dem ehemaligen Gelände der RAF Podington aufgebaut. Auch die Ursprünge des deutschen Drag Racing gehen auf Flugplätze zurück, die von den US-Truppen genutzt wurden: Auf den damals aktiven US-Stützpunkten in Hanau/Erlensee und Giebelstadt fanden die ersten Rennen statt. Nach der deutschen Wiedervereinigung ergab sich die Möglichkeit, mehrere, von der Baustruktur her geeignete ehemalige Anlagen der Nationalen Volksarmee und der sowjetischen Streitkräfte zu nutzen. Die Strecken in Alteno (bekannt als MZA Luckau), Groß Dölln und Wittstock waren ab Mitte der 1990er Jahre Austragungsort mehrerer Veranstaltungen, konnten sich aber wegen fehlender Rentabilität nicht behaupten. Teilweise wurde versucht, rund um die 2000er (±5) Jahre auch Rennen auf aktiven Flugplätzen durchzuführen, zum Beispiel auf dem Atlas Airfield in Ganderkesee mit den „Atlas Race Days“ und auf dem Flugplatz Mühldorf mit dem „Dragster Power Race“, die überregional bekannt wurden.
Ein Hauptproblem der Veranstaltungen auf aktiven Flugplätzen war für die Veranstalter immer die fehlende Möglichkeit einer professionellen Bahnpräparation, da die Sicherheit für die nach der Veranstaltung startenden und landenden Flugzeuge gewährt sein musste. Deshalb konnten bei diesen Rennen nur kleinere, sogenannte Sportsmann-Klassen antreten.
Die Bahnen auf den ehemaligen Militärflugplätzen mit ihren massiven Betondecken boten zwar einen guten „Grip“, und auch eine entsprechende Bahnpräparation für die Dragster-Profiklassen wäre möglich gewesen, aber die damit verbundenen und durch weitere Sicherheitsanlagen, Tribünen usw. entstehenden Kosten waren durch Zuschauergelder in diesen strukturschwachen Gebieten nicht zu decken.